# باتشس ديل بينيدس (برشلونة)
بلدية باكس ديل بينيديس (بالكاتالانية: Pacs del Penedès)، هي إحدى بلديات مقاطعة برشلونة، والتي تقع في منطقة كاتالونيا، شرق إسبانيا.
يبلغ عدد سكانها 831 نسمة وفقاً لإحصائية سنة (2007).